# لعبة تسلل

لعبة ميتل غير 2 هي أحد سلاسل ألعاب فيديو من نوع تسلل إلى منطقة العدو

ألعاب التسلل (بالإنجليزية: Stealth game)‏ ، هدف لعبة تسلل في الغالب هو المرور في المنطقة من دون أن يلاحظ الأعداء وجود اللاعب، ولكنها تحتوي أيضاً على القتال بواسطة المسدسات. من أشهر ألعاب التسلل هيتمان وميتال غير وتوم كلانسي سبلينتر سيل.